# Lucius Papirius Cursor (censeur en -272)
Pour les articles homonymes, voir Papirius Cursor.

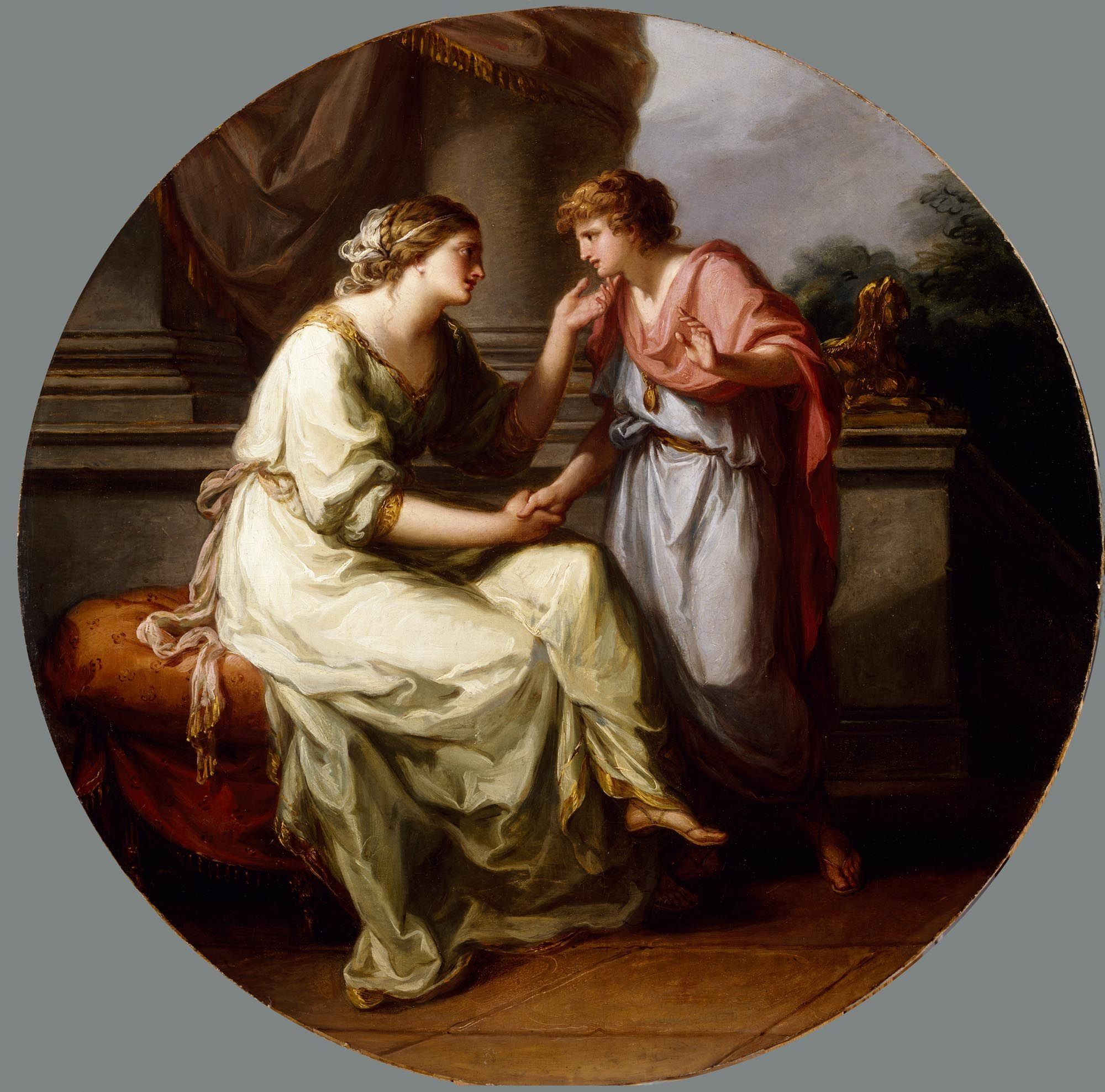
Papirius Praetextatus supplié
par sa mère de dévoiler les secrets des délibérations du Sénat romain
Angelica Kauffmann, 1775
Musée d'art de Denver

Lucius Papirius Cursor, ou Lucius Papirius Praetextatus, est un homme politique romain du IIIe siècle av. J.-C., petit-fils de Lucius Papirius Cursor, cinq fois consul de 326 à 313 av. J.-C. et deux fois dictateur en 324 et 309 av. J.-C., et serait le frère de son homonyme, Lucius Papirius Cursor, consul en 293 et 272 av. J.-C.
Il est censeur en 272 av. J.-C. avec Manius Curius Dentatus et ils ordonnent la construction du deuxième aqueduc de Rome, l'Aqueduc de l'Anio, grâce au butin de la victoire contre Pyrrhus.
Frontin lui donne comme cognomen Cursor, mais on le trouve plus souvent sous le cognomen de Praetextatus dans les listes des censeurs.